# Distretto di Yangiyol
Il distretto di Yangiyol (usbeco Yangiyo`l) è uno dei 14 distretti della Regione di Tashkent, in Uzbekistan. Il capoluogo è Yangiyol.